# Sevilla Fútbol Club 2018-2019
Questa voce raccoglie le informazioni riguardanti il Siviglia nelle competizioni ufficiali della stagione 2018-2019.

## Mercato
Benché il mercato estivo non abbia portato al club andaluso una rivoluzione per quanto riguarda la rosa, due sono le cessioni importanti a cui è portato il Sevilla: quella del regista francese Steven Nzonzi, partito con destinazione Roma, e quella di Clément Lenglet, approdato al Barcellona. A partire è anche Joaquín Correa, che si trasferisce alla Lazio.
In entrata, diversi sono i rinforzi che vengono messi a disposizione di mister Machín: tra tutti, Aleix Vidal, che fa ritorno al Siviglia dopo l'esperienza al Barcellona, André Silva, centravanti arrivato in prestito dal Milan, e Maxime Gonalons, regista francese che arriva proprio dalla Roma, per sostituire Nzonzi.

## Stagione
Il campionato comincia con un sonoro 4-1 inflitto ai neo-promossi del Rayo Vallecano: nel match riesce a distinguersi il neo-acquisto André Silva, autore di una tripletta alla sua prima presenza con gli spagnoli.
Il Siviglia disputa anche la Supercoppa spagnola, in quanto finalista della Coppa del Re 2017-2018, torneo vinto dal Barcellona, già vincitore della Liga 2017-2018. Il match si disputa per la prima volta a gara unica, a Tangeri, e vede gli andalusi sconfitti per 2-1 dai catalani.
Il Siviglia disputa anche due dei tre turni preliminari validi per l'Europa League 2018-2019, riuscendo a superare sia gli ungheresi dell'Újpest sia i lituani dello Žalgiris, accedendo così al quarto turno preliminare, contro il Sigma Olomouc.

## Maglie e sponsor
| Casa | Trasferta | Terza divisa |

Sponsor ufficiale: Playtika
Fornitore tecnico: Nike

## Organigramma societario
Area direttiva
- Presidente: José Castro Carmona
- Vicepresidente: Gabriel Ramos Longo
- Responsabile amministrativo: Javier Cano Navas
- Responsabile Area Comunicazione: Jesùs Gòmez Jiménez
- Ufficio marketing e commerciale: Ramòn Loarte Hernàndez

Area tecnica
- Allenatore: Pablo Machin
- Allenatore in seconda: Jordi Guerrero
- Preparatore atletico: Jordi Balcells, Juan José Del Ojo
- Preparatore dei portieri: José Luis Silva
- Analista: Carlos Martìnez

## Maglie e sponsor
Il fornitore ufficiale di materiale tecnico per la stagione 2018-2019 è Nike, mentre lo sponsor di maglia Playtika.

## Rosa
In corsivo i calciatori ceduti durante la stagione
| N. |                       | Ruolo | Calciatore                      |
| -- | --------------------- | ----- | ------------------------------- |
| 1  | Spagna (bandiera)     | P     | Sergio Rico                     |
| 1  | Rep. Ceca (bandiera)  | P     | Tomáš Vaclík                    |
| 2  | Francia (bandiera)    | D     | Sébastien Corchia               |
| 3  | Spagna (bandiera)     | D     | Sergi Gómez                     |
| 4  | Danimarca (bandiera)  | D     | Simon Kjær                      |
| 5  | Francia (bandiera)    | C     | Ibrahim Amadou                  |
| 6  | Portogallo (bandiera) | D     | Daniel Carriço (vice capitano)  |
| 7  | Spagna (bandiera)     | C     | Roque Mesa                      |
| 8  | Spagna (bandiera)     | A     | Nolito                          |
| 9  | Francia (bandiera)    | A     | Wissam Ben Yedder               |
| 10 | Argentina (bandiera)  | C     | Éver Banega                     |
| 11 | Spagna (bandiera)     | D     | Aleix Vidal                     |
| 12 | Portogallo (bandiera) | A     | André Silva                     |
| 13 | Spagna (bandiera)     | P     | Juan Soriano                    |
| 14 | Colombia (bandiera)   | A     | Luis Muriel                     |
| 15 | Francia (bandiera)    | C     | Maxime Gonalons                 |
| 16 | Spagna (bandiera)     | C     | Jesús Navas                     |
| 17 | Spagna (bandiera)     | C     | Pablo Sarabia                   |
| 18 | Spagna (bandiera)     | D     | Sergio Escudero (vice capitano) |

| N. |                        | Ruolo | Calciatore                |
| -- | ---------------------- | ----- | ------------------------- |
| 19 | Brasile (bandiera)     | C     | Ganso                     |
| 19 | Spagna (bandiera)      | A     | Munir                     |
| 20 | Spagna (bandiera)      | C     | Borja Lasso               |
| 20 | Croazia (bandiera)     | C     | Marko Rog                 |
| 21 | Argentina (bandiera)   | D     | Nicolás Pareja (capitano) |
| 21 | Paesi Bassi (bandiera) | C     | Quincy Promes             |
| 22 | Italia (bandiera)      | C     | Franco Vázquez            |
| 23 | Brasile (bandiera)     | D     | Guilherme Arana           |
| 24 | Francia (bandiera)     | D     | Joris Gnagnon             |
| 25 | Argentina (bandiera)   | D     | Gabriel Mercado           |
| 26 | Spagna (bandiera)      | C     | Pejiño                    |
| 28 | Spagna (bandiera)      | C     | Marc Gual                 |
| 29 | Spagna (bandiera)      | C     | José Mena                 |
| 30 | Spagna (bandiera)      | A     | Carlos Fernández Luna     |
| 34 | Spagna (bandiera)      | P     | Javi Díaz                 |
| 37 | Spagna (bandiera)      | D     | Juan Berrocal             |
| 40 | Spagna (bandiera)      | D     | Javi Vázquez              |
| 41 | Spagna (bandiera)      | A     | Bryan Gil                 |

## Calciomercato

### Sessione estiva(dal 01/07 al 31/08)
| Acquisti | Acquisti        | Acquisti          | Acquisti                  |
| R.       | Nome            | da                | Modalità                  |
| -------- | --------------- | ----------------- | ------------------------- |
| A        | Quincy Promes   | Spartak Mosca     | definitivo (21 milioni €) |
| C        | Ibrahim Amadou  | Lilla             | definitivo                |
| D        | Joris Gnagnon   | Rennes            | definitivo                |
| D        | Aleix Vidal     | Barcellona        | definitivo                |
| P        | Tomáš Vaclík    | Basilea           | definitivo                |
| C        | Roque Mesa      | Swansea City      | riscatto                  |
| D        | Sergi Gómez     | Celta Vigo        | definitivo                |
| A        | André Silva     | Milan             | prestito                  |
| C        | Borja Lasso     | Osasuna           | fine prestito             |
| A        | Juan Muñoz      | Almería           | fine prestito             |
| P        | Juan Soriano    | Siviglia Atlético |                           |
| C        | Maxime Gonalons | Roma              | prestito                  |

| Cessioni | Cessioni        | Cessioni     | Cessioni      |
| R.       | Nome            | a            | Modalità      |
| -------- | --------------- | ------------ | ------------- |
| D        | Clément Lenglet | Barcellona   | definitivo    |
| C        | Steven Nzonzi   | Roma         | definitivo    |
| C        | Joaquín Correa  | Lazio        | definitivo    |
| C        | Guido Pizarro   | Tigres UANL  | definitivo    |
| P        | David Soria     | Getafe       | definitivo    |
| A        | Juan Muñoz      |              | rescissione   |
| P        | Sergio Rico     | Fulham       | prestito      |
| C        | Ganso           | Amiens       | prestito      |
| D        | Lionel Carole   | Galatasaray  | fine prestito |
| C        | Roque Mesa      | Swansea City | fine prestito |
| D        | Miguel Layún    | Porto        | fine prestito |
| C        | Johannes Geis   | Schalke 04   | fine prestito |
| A        | Sandro Ramírez  | Everton      | fine prestito |

### Sessione invernale
| Acquisti | Acquisti         | Acquisti   | Acquisti                    |
| R.       | Nome             | da         | Modalità                    |
| -------- | ---------------- | ---------- | --------------------------- |
| A        | Munir            | Barcellona | definitivo (1,05 milioni €) |
| C        | Marko Rog        | Napoli     | prestito (500 mila €)       |
| D        | Maximilian Wöber | Ajax       | prestito                    |
| C        | Ganso            | Amiens     | fine prestito               |

| Cessioni | Cessioni    | Cessioni   | Cessioni               |
| R.       | Nome        | da         | Modalità               |
| -------- | ----------- | ---------- | ---------------------- |
| A        | Luis Muriel | Fiorentina | prestito (1 milione €) |
| C        | Ganso       | Fluminense | gratuito               |
| C        | Borja Lasso | Tenerife   | gratuito               |

## Risultati

### UEFA Europa League

#### Fase di turni preliminari
| Arbitro: | Andris Treimanis |

|                                                          |           |  |
| Navas 7’ Ben Yedder 32’ (rig.) Sarabia 44’ Vázquez 90+2’ | Marcatori |  |

| Arbitro: | Kiriil Levnikov |

|            |           |                             |
| Zsótér 77’ | Marcatori | 36’, 50’ Sarabia 83’ Muriel |

| Arbitro: | Bojan Pandžić |

|            |           |  |
| Banega 34’ | Marcatori |  |

| Arbitro: | Enea Jorgji |

|  |           |                                          |
|  | Marcatori | 6’, 83’ Nolito 7’, 44’ Sarabia 80’ Arana |

#### Fase a gironi
| Arbitro: | Gediminas Mažeika |

|                                                       |           |             |
| Banega 8’, 74’ (rig.) Vázquez 41’ Ben Yedder 49’, 70’ | Marcatori | 39’ Djenepo |

| Arbitro: | Martin Strömbergsson |

|                             |           |                   |
| Pereyra 72’ Okriashvili 88’ | Marcatori | 43’ (aut.) Kaboré |

| Arbitro: | Kevin Clancy |

|                                                                              |           |  |
| Mesa 7’ Sarabia 9’ (rig.) Lukač 35’ (aut.) Muriel 50’ Promes 60’ Mercado 67’ | Marcatori |  |

| Arbitro: | Benoît Millot |

|                   |           |                                         |
| Manu 52’ Ayık 78’ | Marcatori | 12’ Nolito 38’ Muriel 87’ (rig.) Banega |

| Arbitro: | Daniel Siebert |

|             |           |  |
| Djenepo 62’ | Marcatori |  |

| Arbitro: | Daniel Stefański |

|                                      |           |  |
| Ben Yedder 5’, 10’ Banega 49’ (rig.) | Marcatori |  |

#### Fase ad eliminazione diretta
| Arbitro: | Slavko Vinčić |

|  |           |                |
|  | Marcatori | 22’ Ben Yedder |

| Arbitro: | Anthony Taylor |

|                            |           |  |
| Ben Yedder 20’ Sarabia 78’ | Marcatori |  |

| Arbitro: | Ruddy Buquet |

|                         |           |                    |
| Ben Yedder 1’ Munir 28’ | Marcatori | 25’ Stoch 39’ Král |

| Arbitro: | Aljaksej Kul'bakoŭ |

|                                                                 |           |                                             |
| Ngadeu-Ngadjui 15’ Souček 47’ (rig.) van Buren 102’ Traoré 119’ | Marcatori | 44’ (rig.) Ben Yedder 54’ Munir 98’ Vázquez |

### Supercoppa spagnola
| Arbitro: | Carlos del Cerro Grande |

|                       |           |            |
| Piqué 42’ Dembélé 78’ | Marcatori | 9’ Sarabia |

## Statistiche

### Statistiche di squadra
| Competizione         | Punti | In casa | In casa | In casa | In casa | In casa | In casa | In trasferta | In trasferta | In trasferta | In trasferta | In trasferta | In trasferta | Totale | Totale | Totale | Totale | Totale | Totale | D.R |
| Competizione         | Punti | G       | V       | N       | P       | Gf      | Gs      | G            | V            | N            | P            | Gf           | Gs           | G      | V      | N      | P      | Gf     | Gs     | D.R |
| -------------------- | ----- | ------- | ------- | ------- | ------- | ------- | ------- | ------------ | ------------ | ------------ | ------------ | ------------ | ------------ | ------ | ------ | ------ | ------ | ------ | ------ | --- |
| Liga BBVA            | 59    | 19      | 12      | 3       | 4       | 39      | 20      | 19           | 5            | 5            | 9            | 23           | 27           | 38     | 17     | 8      | 13     | 62     | 47     | +15 |
| Coppa del Re         | -     | 3       | 2       | 0       | 1       | 3       | 1       | 3            | 1            | 1            | 1            | 4            | 7            | 4      | 2      | 1      | 1      | 7      | 8      | -1  |
| Europa League        | -     | 8       | 6       | 1       | 0       | 26      | 1       | 8            | 5            | 0            | 3            | 14           | 9            | 16     | 12     | 1      | 3      | 43     | 13     | +30 |
| Supercoppa di Spagna | -     |         |         |         |         |         |         |              |              |              |              |              |              | 1      | 0      | 0      | 1      | 1      | 2      | -1  |
| Totale               | 73    | 30      | 20      | 4       | 5       | 68      | 22      | 30           | 11           | 6            | 13           | 41           | 43           | 59     | 31     | 10     | 18     | 113    | 70     | +43 |